# Consiglio legislativo delle Isole Falkland
Il Consiglio legislativo delle Isole Falkland (in lingua inglese Legislative Council of the Falkland Islands ed in lingua spagnola Consejo Legislativo de las Islas Malvinas) è stato un parlamento unicamerale che esercitava il potere legislativo delle Isole Falkland.
Venne creata il 13 novembre del 1845. Nel 2009 viene riformata dall'Assemblea legislativa delle Isole Falkland.
Le prime elezioni libere nelle Isole Falkland vennero fatte nel febbraio del 1949. L'ultima data per le elezioni era il 17 novembre del 2005.